# 2008-as feröeri labdarúgó-bajnokság (első osztály)

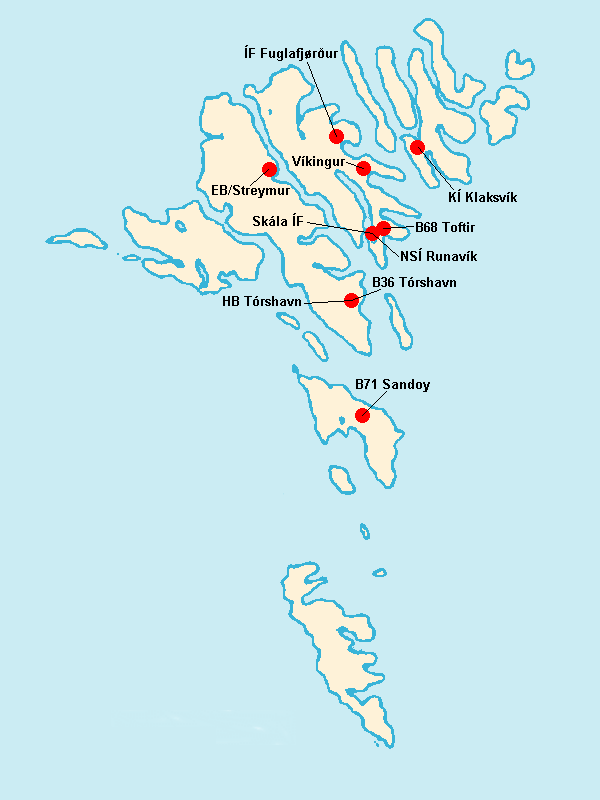
A csapatok földrajzi eloszlása

A Formuladeildin 2008-as szezonja (a feröeri első osztály) az alapítás óta a 66. éves bajnokság. Az előző szezonban nyújtott teljesítményük alapján az AB Argir és a VB/Sumba kiesett az 1. deildbe, míg az ÍF Fuglafjørður és a B68 Toftir feljutott onnan. A Formuladeildinben szereplő GÍ Gøta egyesült az 1. deildben játszó LÍF Leirvík csapatával, így jött létre a Víkingur Gøta.

## Táblázat
| #  | Csapat          | M  | Gy | D | V  | Lg | Kg | Gk  | P  | Megjegyzés                                          |
| -- | --------------- | -- | -- | - | -- | -- | -- | --- | -- | --------------------------------------------------- |
| 1  | EB/Streymur     | 27 | 17 | 4 | 6  | 54 | 33 | +21 | 55 | 2009–2010-es UEFA-bajnokok ligája első selejtezőkör |
| 2  | HB Tórshavn     | 27 | 14 | 7 | 6  | 57 | 22 | +35 | 49 | 2009–2010-es Európa-liga második selejtezőkör       |
| 3  | B36 Tórshavn    | 27 | 14 | 6 | 7  | 34 | 25 | +9  | 48 | 2009–2010-es Európa-liga első selejtezőkör          |
| 4  | NSÍ Runavík     | 27 | 14 | 5 | 8  | 41 | 33 | +8  | 47 | 2009–2010-es Európa-liga első selejtezőkör          |
| 5  | Víkingur Gøta   | 27 | 12 | 6 | 9  | 43 | 33 | +10 | 42 |                                                     |
| 6  | B68 Toftir      | 27 | 11 | 3 | 13 | 24 | 38 | −14 | 36 |                                                     |
| 7  | ÍF Fuglafjørður | 27 | 9  | 4 | 14 | 32 | 46 | −14 | 31 |                                                     |
| 8  | KÍ Klaksvík     | 27 | 7  | 7 | 13 | 31 | 39 | −8  | 28 |                                                     |
| 9  | B71 Sandur      | 27 | 6  | 5 | 16 | 26 | 47 | −21 | 23 | kiesés az 1. deildbe                                |
| 10 | Skála ÍF        | 27 | 4  | 7 | 16 | 22 | 48 | −26 | 19 | kiesés az 1. deildbe                                |

Utolsó frissítés: 2008. december 23. (végeredmény)
Forrás: www.kicker.de (német)
Rendezési elv: 1. pontszám; 2. gólkülönbség; 3. lőtt gólok.
# = helyezés; M = játszott meccsek száma; Gy = győzelmek; D = döntetlenek; V = vereségek; Lg = lőtt gólok; Kg = kapott gólok; Gk = gólkülönbség; Pont = pontok; (B) = bajnok; (K) = kiesett; (F) = feljutott.

## Góllövőlista

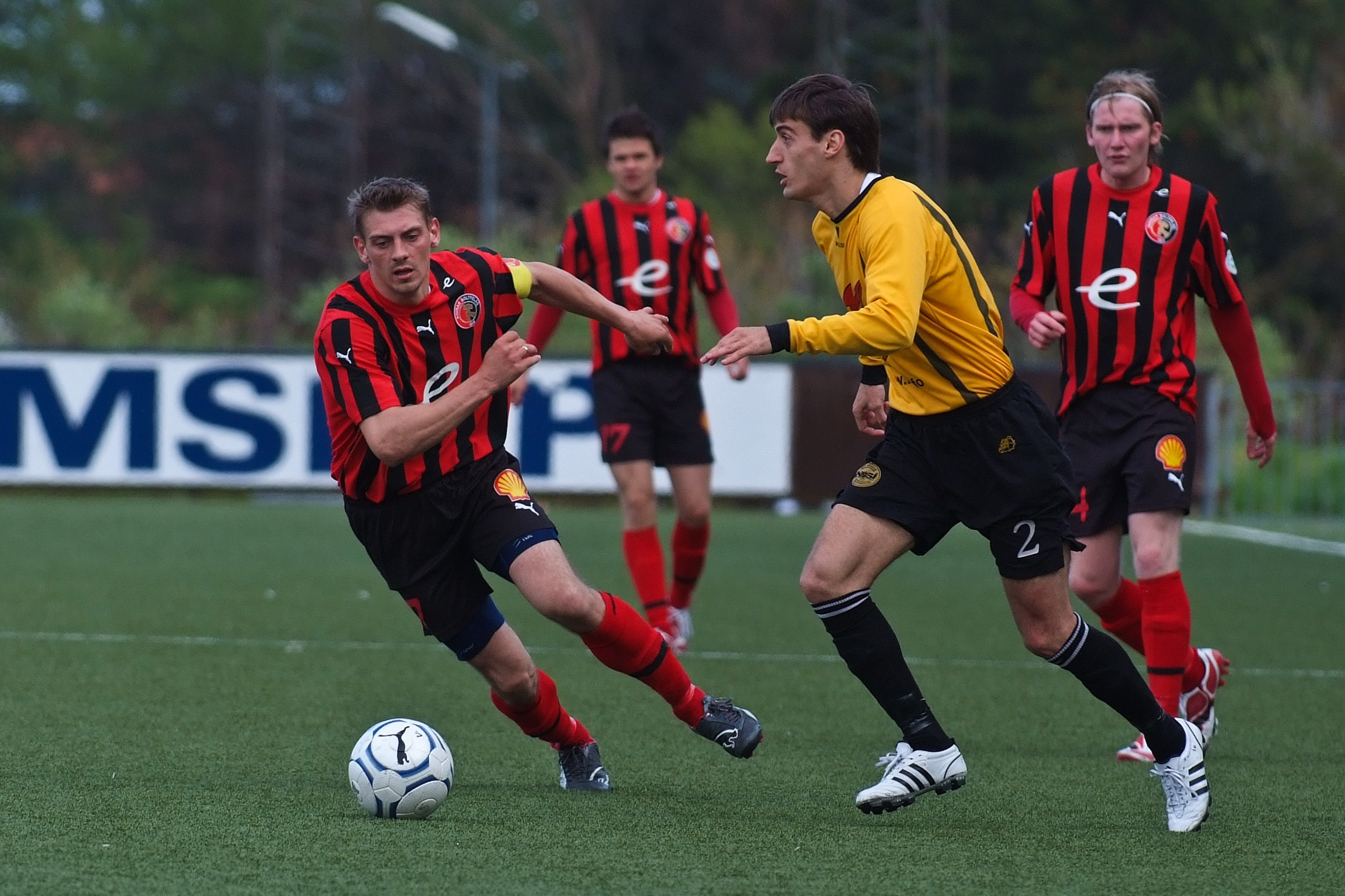
HB Tórshavn – NSÍ Runavík mérkőzés 2008. május 18-án

2008. október 25-i állapot.
| #     | Név                      | Egyesület       | Gól |
| ----- | ------------------------ | --------------- | --- |
| 1.    | Arnbjørn Hansen          | EB/Streymur     | 20  |
| 2.    | Andrew av Fløtum         | HB Tórshavn     | 14  |
| 3.    | Hans Pauli Samuelsen     | EB/Streymur     | 12  |
| 4.    | Rodrigo                  | KÍ Klaksvík     | 11  |
| 5–7.  | Bartal Eliasen           | ÍF Fuglafjørður | 9   |
| 5–7.  | Potemkin Károly          | NSÍ Runavík     | 9   |
| 5–7.  | Andreas Lava Olsen       | Víkingur Gøta   | 9   |
| 8.    | Øssur Dalbúð             | NSÍ Runavík     | 8   |
| 9–11. | Jákup á Borg             | B36 Tórshavn    | 8   |
| 9–11. | Clayton Soares           | B71 Sandur      | 8   |
| 9–11. | Christian Høgni Jacobsen | HB Tórshavn     | 8   |